# ديفيا بهارتي
ديفيا بهارتي (بالهندية: दिव्या भारती)‏؛ (25 فبراير 1974 — 5 أبريل 1993) كانت ممثلة هندية. بدأت حياتها المهنية في عام 1990 مع أفلام التيلوجو لتظهر أول مرة في بوبيلى رجا. بعد عدة نجاحات أخرى في الجنوب دخلت في الأفلام الهندية مع 'Vishwatma' في عام 1992. ظهرت في أكثر من 14 فيلم هندى في تلك السنة وهو ما اعتبر تحطيما للرقم القياسى في هذا الوقت للقادم الجديد.تزوجت ساجد ناديولا فيمايو 1992. حياتها المهنية كانت قصيرة وذلك لوفاتها المأساوية في أبريل 1993 في سن ال 19. وظلت وفاتها غامضة غير معروفة السبب حيث أنهم لم يجدوا ما يكفي من الأدلة لمعرفة سبب وفاتها، لذلك أغلقت القضية في عام 1998 لأنه ثبت أن من الصعب العثور على أي حل يبين كيفية وفاتها.

## حياتها المبكرة ونبذه عنها
ولدت ديفيا في مومباي، الهند، وهي ابنة أومبركاش بهارتي، وهو موظف في التأمين، ومييتا بهارتي، وهي ربة منزل. كان لديفيا بهارتي شقيق اصغر هو كنال. وكانت والدة ديفيا الزوجة الثانية لأومبركاش بهارتي.
درست ديفيا في مدرسة مانكجى كوبر الثانوية في جوهو، مومباي. هناك، أكملت ديفيا الصف التاسع. لم تكن ديفيا حريصة على التمثيل خلال سنواتها الدراسية. ومع ذلك، كانت تشارك في عروض الأزياء خلال المهرجان جناباتى ونالت العديد من الجوائز لهذا، في حين أنها كانت لا تزال في المدرسة.
كانت ديفيا جيدة في الدراسات، لكنها أيضا برعت في الأنشطة الإضافية على الدراسة. كانت ديفيا وشقيقها سباحين بدرجة جيد جدا. كانوا سباحين أبطال في نادى مومباي واسمه خارجيمخانا.
كانت ديفيا أيضا سائقة خبيرة. تعلمت أن تسوق في سن الرابعة عشرة.

## حياتها المهنية

### تقدم مفاجئ في بوليوود
كانت ديفيا في الصف التاسع عندما بدأت في الحصول على عروض أفلام. كان وجهها يشبه في تلك الأيام سريديفي الخارقة والذي لاحظه العديد من المخرجين والمنتجين. في البداية كان والديها مترددين، لأنه حتى ديفيا لم تكن مهتمة. حتى عرض Nandu Tolani عليها Gunahon Ka Devta. وأخيرا وافقت ديفيا على الدخول لشووبيز، عند أخبرتها والدتها أنها سوف تضطر إلى التخلي عن دراستها، وأصبحت متشوقة للغاية. ديفيا كانت 14 عام ونصف بعد ذلك، في أواخر عام 1988.

### حلقة رادها كا سانجام
والشيء التالي الذي عرفه بهارتى هو ان كيرتى كومار كانت حريصة على توقيع ديفيا لرادها كا سانجام أمام غوفيندا. كيرتى ذهبت شخصيا لتقابل داليب شانكار وتمكنت من إطلاق سراحها من العقد المبرم بينهما. روت كيرتى في مارس 1989 لمجلة شوتايم «قلت لداليب بأنه قادر على أن يأخذ أي فتاة، ولكنى لن أكون قادرة على العثور على رادها آخرى. كيرتى غيرت اسمها من ديفيا لرادها. دفعها المنتج كيرتى مع الكثير من الضجيج. أجرى مقابلات حول كيفية أنه وجد رادها الشاملة بعد التفتيش عنها قي كل الهند. وبعد ذلك قبل التصوير الأول، كانت ديفيا» رادها«بهارتي خارج الفيلم بعد التحضير لمدة سنتين وحل محلها جوهي تشاولا. والأسباب التي أعطاها كل جانب عن التنحى كانت مختلفة. وكتبت مجلات عديدة أشياء مختلفة وراء الانسحاب. وقال البعض» أن كيرتى أفرط في تملكها«، وقال آخر "أن لورانس ديسوزا، الذي كان سيخراج الفيلم قد ترك المشروع. ثم قرر كيرتى أن يكمل الفيلم. وبما أنه كان جديدا في الإخراج، فقد اضطر إلى ايقاف ديفيا لانه شعر انه لا يستطيع التعامل مع الوافد الجديد»، كتبت مجلة أخرى«أن ديفيا تشابكت مع غوفيندا وكيرتى لم يتحمل ذلك. وكتب أخرون» لقد كان لعدم نضوج ديفيا، والذي جعلها تتوقف عن الفيلم.

### إعادة الكفاح
وكان ذلك الإشارة الخضراء لصناع السينما الأخرين لدخول المعركة. وكان قد تم اختبارها على الشاشة من قبل أسماء كبيرة بوني كابور، ماهيش بهات، شابنام كابور، وشيكار كابور وسبهاش غاي. وكان جميعهم يتحدث عنها بحماس شديد ولكن لم يتعاقد أحد معها، وكانت هناك اشاعة انه بسبب سمعتها الصبيانية التي سبقتها. في المجلات حصلت على الاسم يدل على كونها متوحشة ومجنون. في الواقع بسبب ميزانية الفيلم الكبيرة قام بريم وبوني كابور بالتوقيع لديفيا. بعد ثمانية أيام، تم استبعاد ديفيا، وأعيد التعاقد مع تابو. كما دعاها سبهاش غاي أيضا في وقت لاحق لسوداجار أمام عامر خان وبعد 20 يوم تم استبعادها مانيشا كويرالا وفيفيك Mushram.(/0) ومنذ ذلك الحين أثرت هذا الرفض على ديفيا ذات الخمسة عشر عاما. لأنها كانت بالفعل خارج المدرسة، ولن يسمح لها بالعودة مرة آخرى. ونتيجة لذلك، أجبرت على أن تقف مكتوفة الأيدي. لحسن الحظ، واحد من أكبر منتجى سينما التيلوجو، D. Ramanaidu هبط على أعتاب ديفيا. قدًم لديفيا، بوبيلى رجا فيلم التيلجو أمام Daggubati Venkatesh. على الفور، حصلت ديفيا على فيلم التاميل وقربها راجيف راي لVishwatma.

### الصعود إلى النجومية في سينما التيلوجو
بعد تركهم العديد من المشاريع الكبيرة، أصاب ديفيا الاكتئاب وغادرت مومباى. في مساء يوم عودتها، أطلق المنتج (0)بوبيلى رجا رجاله. وارادوا أن ترحل ديفيا في نفس الليلة. وقد روت ديفيا في عدد نوفمبر عام 1991 من مجلة «الفيلم» «لم أكن أرغب في الذهاب. قلت لا، ولكن أمى قالت نعم. تصور، أحرز الفيلم نجاحا عظيما وأصبحت نجمة كبيرة». هذه الخطوة أتت أكلها. وأصدره بوبيلى رجا في صيف عام 1990 وحقق نجاحا هائلا. انها استولت على الجنوب من قبل العاصفة، وكانت مثل المعبودة هناك. حتى أن هناك معبد تم بناؤه باسمها. ومع نجاحات أكثر، أصبحت اسما كبيرا في سينما التيلجو. برزت في تصنيف شباك التذاكر فقط بعد Vijayshanti التي لا تقهر. وكان سعرها وفقا للمطلعين على بواطن الأمور يصل إلى درجة مذهلة 25 Lakhs في الفيلم و1 lakh في كل يوم إضافي (إذا تأجل التصوير يقوم المنتجين في الجنوب بدفع 15 lakhs لمدة 15 يوما)، وهو مبلغ كبير في عام 1991. في بوليوود، كان مادري ديكسيت وSridevi هم الوحيدين الذين يحصلون على تلك الأسعار. في عام 1991 قدمت ديفيا نجاحات تعضد بعضها بما في ذلك رودى ألودو، دارما كشترام, وأسيمبلى رودى امام نجوم سينما التيلوجو بما تشيرانجيفي، وBalakrishna وموهان بابو. في شمال الهند، كانت تعرف باسم سريديفي أفلام التيلوجو. ولكن هذا لم يكن ما تبحث عنه ديفيا بهارتى. كانت تريد ان تجعلها كبيرة في مومباي. وعادت مرة آخرى وبتصميم جديد. وفي الوقت نفسه كانت لا تريد أن تخيب ظن جمهور التيلوجو، وخفضت أفلامها لفيلم واحد سنويا.

### الصعود للنجومية في بوليوود
عندما سمعت ديفيا أن راجيف راي كان يبحث عن وجها جديدا لفيلمه Vishwatma امام صني ديول، فذهبت بجراءة لمكتب راجيف راي ومعها المستندات الخاصة بها. وفي نفس اليوم تعاقدت على الفيلم. كان راجيف يقوم بعمل تتمة للفيلم القنبلة Tridev.
والفيلم من إنتاج أفلام تريمورتي.Pvt المحدودة هي واحدة من أكبر وأقدم شركات الإنتاج السينمائي. وصنعت أفلامهم العديد من النجوم بما فيهم هيما ماليني في جوني ميرا نعم وأميتاب باتشان في دييوار. وقد أطلقت Vishwatma في صيف عام 1991 مع mahurat الكبرى. ممثل الفيلم Dharamendra ضرب mahurat بالرصاص. وسرعان ما غادرت ديفيا لإطلاق النار في الهواء الطلق في نيروبي. بحلول الوقت عادت ديفيا، وبدأت عروض الأفلام تتدفق في حضن ديفيا. بدون انفراد في الإصدار، وقعت ديفيا على 14 فيلم. وكانت تعرف أيضا باسم سيدة شاروخان الرائدة في رقم 9, كما قال شاروخ هي الواحدة التي جعلتني شهيرا وبعيدا إلى بداية سريعة في أفلام ديوانا (فيلم هندي)، وديل أشنا هاي.
2 يناير 1992 هو يوم عظيم لديفيا. وكان لديها الكثير من الأسباب تبين رغبتها في أن يحقق الفيلم النجاح. على أي حال فقد تصرف vishwatma جيدا، ولكن النجاح لم يأت قريبا من Tridev وعانى الفيلم من التخبط. تميز العرض الأول للفيلم بحضور شخصيات سينمائية عديدة شملت أميتاب باتشان، ياش شوبرا، جاكي شروف، جوهي تشاولا، رافينا تاندون، ومانيشا كويرالا، مكتنزة باندي وغيرهم الكثير. على الرغم من أن "Saath Samundar Paar" قد تم تصويرها عن ديفيا، أصبحت الأغنية ناجحة بشكل ملحوظ وحتى يومنا هذا الجمهور يتذكر ديفيا في تلك الأغنية.
وبعد سبعة أيام، صدرت طفرة ديفيا الموسيقية ديل كا كيا Kasoor. كان من المفترض أن تجعلها بطلة شعبية، ولكنها فتحت فقط للمسارح الفارغة. لم يكن أحد يتوقع سقوط الفيلم بشدة. كان كل شخص لديه أسباب كثيرة لنجاح الفيلم. منذ ذلك الحين، اعاد المخرج لورانس ديسوزا والمدير الموسيقي نديم - Shravan بعد بضعة أشهر النجاح الرائع في سااجان، التي أخذت موضع سانجاي دوت الوظيفي. على الرغم من أن الفيلم فشل في أن يعجب الجمهور، فقد منحت مجلة فلم فير ديفيا وضعها في قائمة العشرة الأولى من عام 1992 كأفضل ممثلة من حيث الأداء. من المدهش، وحتى، عندما يقوم الوافدين الجدد كل جمعة بالتقديم لشووبيز (أكثر من 50 من الفتيات الصغيرات بدأوا لأول مرة في 1991-92)، وتصدر سقوط ديفيا في بدايتها عنوان المجلات، عندما أدرج العديد من الممثلات مادهو في Phool aur Kaante وتشاندنى في الفيلم الذي لاقى نجاحا كبيرا سنام Bewafa ولكن ذلك لم يجعلهم من النجوم، وتخبط ديفيا جعلها نجمة. ديفيا دافعت عن نفسها وصرحت «أردت أن أثبت نفسي. ولكن لقد سقط على وجهي. الآن يجب أن أبدأ قي التسلق لكل شئ مرة أخرى. حتى الآن، وأنا إيجابية حتى أن يوم واحد من النجاح سيكون لى»، (ستاردست، آذار / مارس 1992).
وهكذا تم حذف ديفيا أيضا من صفوف القادمين الجدد الواعدين لبعض الوقت. ثم جاء عمل لPehlaj Nihlani وهو شولا اور شابنام على طول. لا أحد حتى قدم لها. حتى أنها أصبحت ذات نجاح عظيم؛ وصعدت ديفيا مرة أخرى. ليس فقط لأنه يعرض ديفيا في شخصيتها النبيلة، وإنما أيضا أعطى دفعة كبيرة لوظيفة لغوفيندا وأطلق ديفيد داوان كمخرج منفذ.
وبعد أربعة أشهر، جاءت قصة الحب لراج كانوار ديوانا (فيلم هندي)، وحققت أكبر نجاح عام 1992، حيث عقدت بلدها ضد المخضرم ريشي كابور والوافد الجديد شاروخان، الذي توجه بعد ذلك ليصبح نجم بوليوود ورمزا للسينما الهندية. مع النجاح السوبر لDeewana، تخلصت ديفيا من الوافد الجديد الواعد، ودخلت في قائمة النجوم. واستحق ادائها في Deewana بالغ التقدير. حول ذلك الوقت، صدرت لديفيا أفلام أخرى Balwaan، مع سونيل شيتي، والجان سه Pyaara، مع غوفيندا وأبلت بلاء حسنا في شباك التذاكر. بحلول نهاية السنة، صدر لهيما ماليني ديل Aashna هاي، والتي لعبت ديفيا فيه دور راقصة في حانة تبحث عن والدتها. ولاقى الفيلم فشلا في شباك التذاكر [5]. على الرغم من ذلك، ادائها في الفيلم كان محل تقدير كبير من قبل النقاد.
فجأة، مع النجاح الكبير كان يضرب لها تحت الحزام، أصبحت ديفيا الخاصية الأكثر سخونة في الأداء في شوبيز. وتوقع كثيرون انه ليس بعيدا أن تكون في المركز الأول. في الواقع، وفي أيلول / سبتمبر 1992 وضعتها مجلة 'الفيلم' كممثلة في المركز الثالث من حيث الأسعار، والشعبية والمكانة. قالت انها مباشرة بعد مادري ديكسيت وSridevi وتركت نفسها بعيدا عن ممثلات الجيل. وكذلك مجلة فلم فير في عدد يناير 93 صنفتهاة في المركز الثالث في الممثلات الخمس الأولى من 1992-93. هكذا فعلت مجلة ستاردست في عدد آذار / مارس، 1993 قضية. ولكن، كان للقدر خططا أخرى، في ذلك اليوم المشؤوم في 5 أبريل 1993 سقطت ديفيا على المجمع من شقتها في الدولر الخامس، وكانت ذات تسعة عشر عاما فقط.

## حياتها الشخصية
وهي بالكاد 16 عاما، قابلت ديفيا ساجد Nadiadwala في عام 1990 في Filmcity، عندما توقف ساجد للتعاقد مع صديقته جوفيندا. صدمت ديفيا بوجود غوفيندا في مكانها في شولا اور شابنام. كانت جوفيندا التي قدمت ساجد لديفيا. والتي أصبحت لاحقا شيء روتينى للوحدة رؤية ساجد في مجموعات يومية.
كما صرح ساجد في مجلة الفيلم عدد يونيو 1993 انه "في مكان ما حول 15يناير 1992 ديفيا قالت لي انها تريد ان تتزوج. في اليوم التالي كانت متوترة لان اسمها كان يتم ربطه مع جميع الأبطال. انها تريد ان تتزوج وتضع حدا لجميع هذه الخلافات. الناس تتوقع مني أن يكون لى علاقة مع الجميع، وقالت انها ستشكو.
ثم في يوم 20 مايو عام 1992. ديفيا تزوجت ساجد في وجود سانديا مصففة الشعر الخاصة بها، وزوج مصففة الشعر وكازي في شقة تولسي، وهو مكان اقامة ساجد في Versova. اعتنقت الإسلام وأتخذت اسم جديد Sanah. كما صرح ساجد "كنا نحافظ على الزواج سرا لأن حياتها المهنية كانت معرضة للخطر. سيصاب المنتجين بالذعر. في وقت لاحق، أتمنى لو أننا قلنا الحقيقة. ارادت ديفيا أن تعلن أننا متزوجين ولكن ظللت اخبرها ان تنتظر لبعض الوقت. كنت أتمنى لو لم افعل ذلك. في كل مرة تشاهد تقدم أفلامه، تتنفس الصعداء "، وهذا سوف يفشل وسوف يطلب منى الناس ان انهى ذلك". ولكن هذا لم يحدث أبدا، أفلامها كانت ذات نجاح كبير. بحلول نهاية عام 1993، تكون قد استكملت جميع مهماتها.

### وفاتها
حوالي منتصف الليل يوم 5 نيسان / أبريل 1993 سقطت ديفيا لتلقى حتفها من المبنى المكون من 5 طوابق سكنية حيث توجد شقة زوجها، تولسي 2 في مومباي.كانت هناك تكهنات عديدة من وسائل الاعلام فيما يتعلق بوفاة ديفيا المفاجئة، بما في ذلك احتمال الوفاة بحادث والانتحار وحتى القتل. كان يعتقد بوجود مصمم الأزياء الخاص بديفيا في الشقة في وقت وفاتها ولكن هذا الحدث المؤسف لا يمكن تجنبه. أغلقت الشرطة التحقيق في وفاتها في عام 1998، ولكن ظروف وفاتها لا تزال غامضة.
جسدها أطلق سراحه في 7 أبريل، 1993 واقيم المأتم في اليوم نفسه. وحضر نحو 500 شخص في جنازة اصغر بطلة للشاشة الفضية، بما في ذلك أنيل كابور، جوفيندا، كمال Sadanah، راج بابار، ياش شوبرا، جيمي Nirula، سوداكار Bokade، موكيش دوغال ماهيش أناند، ارونا الإيراني، ورضا مراد، فيكاس اناند، Venkatesh، رام موهان، جاويد خان، راج كانوار، نيتين مانموهان وPehlaj Nehlani، صانع لها الضربة الأولى، شولا أور شابنام. وهناك عدد كبير من شخصيات الفيلم، بما في ذلك هيما ماليني، جايا بادوري أورميلا ماتوندكار، سيف علي خان، شاروخ خان، شيلبا Shirodkar، سونو Walia، Somy علي، بابيتا، كاريسما كابور، سانجيتا Bijlani، تابو، ومانيشا كويرالا وآشا باريك، الذين قدموا تعازيهم إلى أعضاء أسرة الفقيدة في مكان إقامتهم.
كانت من المقرر ان تكون نجمة أفلام مثل المهرة، Laadla، أندولان، Angrakshak، Kartavya (1995)، وVijaypath قبل وفاتها، كانت لها أدوار يتم إعادة صياغتها. ديفيا قد أوشكت على الانتهاء من 80 ٪ من Laadla قبل وفاتها ولكن الفيلم كله كان تم إعادة بنائه مع سري ديفي. ولقطات لادائها في المشاهد التي كانت قد أكملتها تم اصدارها في وقت لاحق. وكان الفيلم سيصدر في عام 1993 قد ديفيا الانتهاء من الفيلم لكنه أصدر في عام 1994. من لقطات من Laadla، كان من الواضح أن ديفيا كان واحدا من خيرة المواهب من وقتها لأنها قدمت أداء مميز للغاية في دور يتطلب الفراط.
كان فيلمى ديفيا النهائيين الذين اتمتهم ورانج Shatranj، والذين تم اصدارهم بعد أشهر من وفاتها أشهر بعد وفاتها. هذه الأفلام، بالإضافة إلى العديد من الأفلام التي ينتجها زوجها ساجد Nadiadwala، كانت مخصصة لذكراها.

## قائمة الأفلام
Nila penne 
(Anand)
التاميلية
اخفاق
/1990
Bobbili raja
(Venkatesh)
التيلوجو
نجاح ساحق
/1991
Assembly rowdy
(Mohan babu )
التيلوجو
نجاح كبير
/1991
Rowdy alludu 
(Chiranjivi)
التيلوجو
نجاح كبير 
/1991
Na ille na swargam

التيلوجو
اخفاق
/1992
Vishwatma 
(Sunny deol )
الهندية 
متوسط
/1992
Dil ka Kya kasoor
Prithvi
الهندية 
متوسط
/1992
Shola aur shabnam
(Govinda )
الهندية 
نجاح كبير
/1992
Dharma kshetram
بالاكريشنا
التيلوجو
متوسط
/1992
Chittema mogudu
Mohan bubu
التيلوجو
اخفاق
1992
Jaan se  pyara 
Govinda
الهندية
نجاح عادي
/1992
Deewana 
شاروخان وريشي كابور
الهندية
نجاح ساحق
/1992
Balwaan 
سونيل شيتي
الهندية
نجاح عادي
/1992
Dil hi to hai 
جاكي شروف 
الهندية
نجاح عادي
/1992 
Dushman zamana 
ارمان كوهلي
الهندية
اخفاق
/1992
Geet
افيناش وادهاوان
الهندية
متوسط
/1992
Dil aashna hai
شاروخان
الهندية
متوسط
/1993
Kshatriya
سوني ديول وسانجاي دوت ورافينا ودرميندر
الهندية 
متوسط
/1993
Rang
كمال ساداناه
الهندية 
نجاح كبير
/1993
Tholli mudu
براشانث
التيلوجو
نجاح كبير
/1993
Shatranj
جاكي شروف وميثون شاكرابورتي وجوهي شاولا
الهندية 
نجاح عادي

## أفلام غير كاملة (قام بها ممثلات أخريات)
| العام | العنوان | النجم المشارك | اللغة | شباك التذاكر/ |
| ----- | ------- | ------------- | ----- | ------------- |

| سنة الإصدار | العنوان    | النجم المشارك           | عمليات الاستبدال | شباك التذاكر   |  |
| ----------- | ---------- | ----------------------- | ---------------- | -------------- |  |
| 1993        | دانواان    | أجاي ديفجان             | كاريزما كابور    | متوسط          |  |
| 1994        | مهرة       | أكشاي كومار وسونيل شيتي | رافينا تاندون    | نجاح كبير      |  |
| 1994        | لادلا      | أنيل كابوور             | سريديفي.         | نجاح           |  |
| 1994        | Vijaypath  | أجاي ديفجان             | الطابو           | نجح            |  |
| 1995        | أندولان    | جوفيندا                 | مامتا كولكارني   | متوسط          |  |
| 1995        | كارتافيا   | سانجاي كابور            | جوهي شاولا       | إخفاق          |  |
| 1995        | أنجراكشاك  | صنى ديول                | بوجا بهات        | إخفاق          |  |
| 1995        | هولتشول    | أجاي ديفجان             | كاجول            | أقل من المتوسط |  |
| 1995        | Kanyadaan  | ريشي كابور              | مانيشا كويرالا   | عجز عن التقدم  |  |
| 1995        | دو كادام   | سلمان خان.              |                  | فيلم لم يربح   |  |
| 1995        | Parinaam   | أكشاي كومار             |                  | فيلم لم يربح   |  |
| 1995        | شال بي شال | جاكي شروف               |                  | فيلم لم يربح   |  |

## ملاحظة
- القائمة الكاملة للأفلام الغير كاملة هي حق النشر لفيلم فير، ومجلات Cineblitz في مايو، 1993

## وصلات خارجية
- ديفيا بهارتي على موقع IMDb (الإنجليزية)
- ديفيا بهارتي على موقع أول موفي (الإنجليزية)
- ديفيا بهارتي على موقع قاعدة بيانات الفيلم (الإنجليزية)